# 女神のスプリンター
『女神のスプリンター』（めがみのスプリンター）は、原田重光原作、かろちー作画による日本の漫画。講談社の月刊誌『月刊ヤングマガジン』にて、2017年12月号から2021年12月号まで連載された。
一流の陸上選手を目指す高校生の主人公である高瀬浩太が、優秀な選手だった兄嫁・恭子の発案する独自のトレーニングプログラムで、性欲を管理される姿を描く艶笑コメディ作品。

## 登場人物
高瀬浩太(たかせ　こうた)
男子高校生、陸上部(短距離走)に所属。男性ホルモン「テストストロテン」を増強するために恭子に性欲を管理されることに。
高瀬恭子(たかせ　きょうこ)
高瀬浩太の兄の妻で義姉。「トラックのビーナス」と呼ばれた美貌と才能を持つ陸上の優秀な選手だった。高瀬浩太のコーチになり性欲を管理するが、浩太に対して強引な責めをする。よく全裸で運動をしがち。
紅林先生(くればやしせんせい)
浩太の学校の養護教師(保険教師)。巨乳、浩太の兄に憧れていた。浩太に自慰を迫るなど積極的な面も。

## 書誌情報
- 原田重光（原作）、かろちー（作画） 『女神のスプリンター』 講談社〈ヤンマガKCスペシャル〉、全7巻
  1. 2018年6月6日発売[4]、ISBN 978-4-06-511680-7
  2. 2019年1月4日発売[5]、ISBN 978-4-06-514162-5
  3. 2019年8月6日発売[6]、ISBN 978-4-06-516730-4
  4. 2020年3月6日発売[7]、ISBN 978-4-06-518839-2
  5. 2020年11月6日発売[8]、ISBN 978-4-06-521339-1
  6. 2021年6月17日発売[9]、ISBN 978-4-06-523338-2
  7. 2022年1月20日発売[10]、ISBN 978-4-06-526475-1